# Goñi
Goñi település Spanyolországban, Navarra autonóm közösségben. Goñi OlloValle de Ollo-Ollaran, Olza, Etxauri, Salinas de Oro és Guesálaz községekkel határos. Lakosainak száma 172 fő (2024).

## Népesség
A település népessége az elmúlt években az alábbi módon változott:
| Lakosok száma | 200  | 204  | 180  | 173  | 189  | 170  | 169  | 158  | 163  | 172  |
|               | 2001 | 2004 | 2007 | 2009 | 2012 | 2014 | 2017 | 2019 | 2022 | 2024 |